# قيس بن الملوح
قَيْسُ بْنُ اَلْمُلَوَّحِ والملقب بـمَجْنُونِ لَيْلَى    (24 هـ / 645م - 68 هـ / 688)، شاعر غزل عربي، من المتيمين، من أهل نجد. عاش في فترة خلافة مروان بن الحكم وعبد الملك بن مروان في القرن الأول من الهجرة في بادية العرب.
لم يكن مجنونًا وإنما لقب بذلك لهيامه في حب ليلى العامرية التي نشأ معها وعشقها فرفض أهلها ان يزوجوها به، فهام على وجهه ينشد الأشعار ويأنس بالوحوش ويتغنى بحبه العذري، فيرى حينًا في الشام وحينًا في نجد وحينًا في الحجاز.
وهو أحد القيسين الشاعرين المتيمين والآخر هو قيس بن ذريح «مجنون لبنى».
توفي سنة 68 هـ الموافق 688م، وقد وجد ملقى بين أحجار وهو ميت، فحُمل إلى أهله.

## نسبه
هو: قيس بن الملوّح بن مزاحم بن عدس بن ربيعة بن جعدة بن كعب بن ربيعة بن عامر بن صعصعة بن معاوية بن بكر بن هوازن بن منصور بن عكرمة بن خصفة بن قيس عيلان بن مضر بن نزار بن معد بن عدنان، العامري الهوازني.

## حكايته مع ليلى

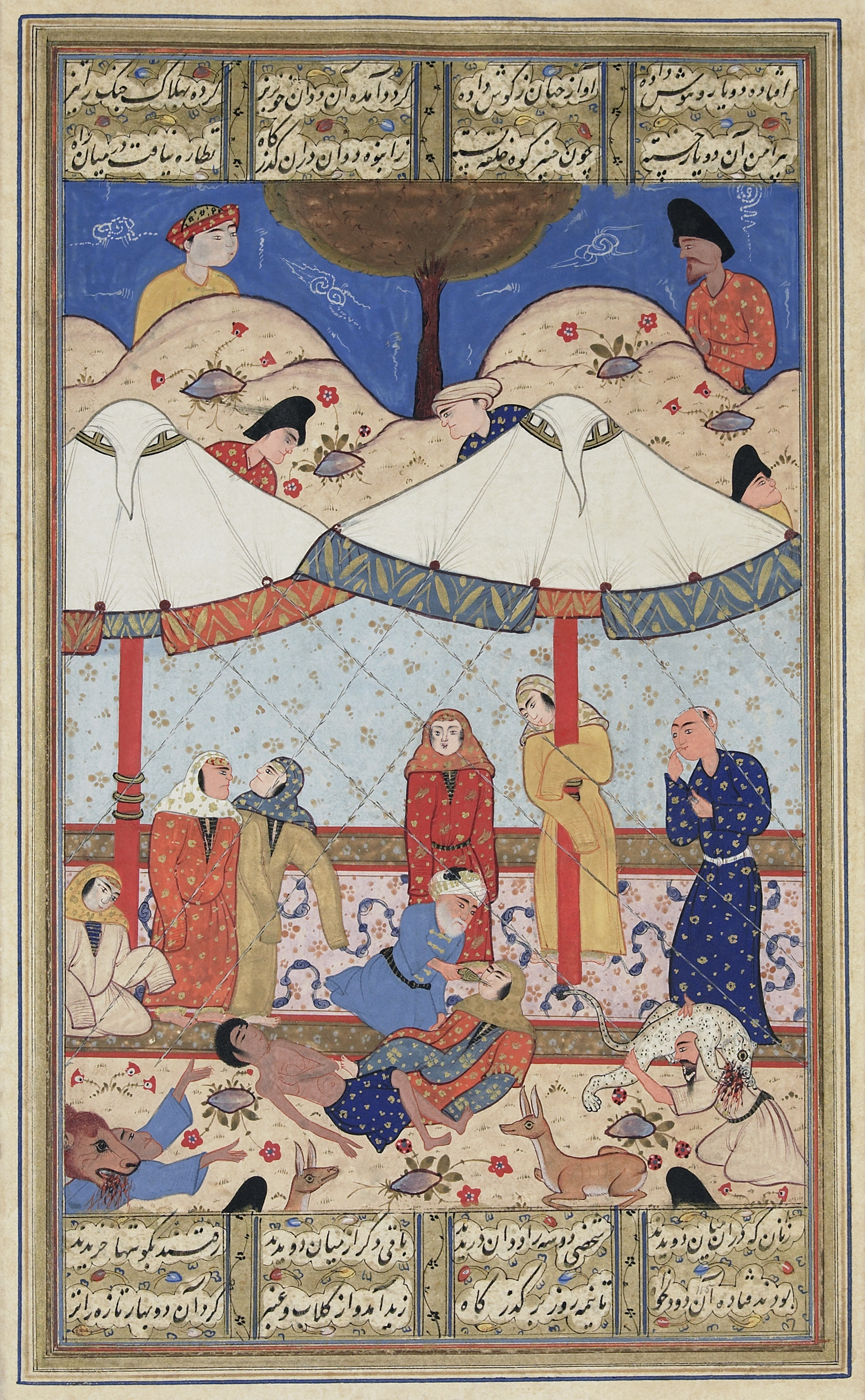
إغماء ليلى والمجنون. مُنمنمة فارسيَّة من المؤلَّف الخامس لِنظامي الكنجوي تُظهر إغماء ليلى وقيس بعد لقائهما في إحدى الواحات، من شدَّة الشوق، بعد أن افترقا طويلًا

من الواضح أن معظم التراجم والسير أجمعت على أن قيس بن الملوح هو في الحقيقة ابن عم ليلى، وقد تربيا معا في الصغر وكانا يرعيان مواشي أهلهما ورفيقا لعب في أيام الصبا، كما يظهر في شعره حين قال:
ومما يذكره السيد فالح الحجية في كتابه (الغزل في الشعر العربي) من قصتهما: «أحب ليلى بنت سعد العامري ابنة عمه حيث نشأ معها وتربيا وكبرا سويًا حيث كانا يرعيان مواشي والديهما فأحب أحدهما الآخر فكانا بحق رفيقين في الطفولة والصبا فعشقها وهام بها. وكما هي العادة في البادية، عندما كبرت ليلى حجبت عنه، وهكذا نجد قيس وقد اشتد به الوجد يتذكر أيام الصبا البريئة ويتمنى لها أن تعود كما كانت لينعم بالحياة جوارها. وهكذا هام قيس على وجهه ينشد الأشعار المؤثرة التي خلدتها ذاكرة الأدب له في حب ابنة عمه ويتغزل بها في أشعاره، ثم تقدم قيس لعمه طالبا يد ليلى بعد أن جمع لها مهرًا كبيرًا وبذل لها خمسين ناقة حمراء، فرفض أهلها أن يزوجوها إليه، حيث كانت العادة عند العرب تأبى تزويج من ذاع صيتهم بالحب وقد تشبب بها (أي تغزل بها في شعره)»، لأن العرب قديمًا كانت ترى أن تزويج المحب المعلن عن حبه بين الناس عار وفضيحة، وهذه عادة عربية جاهلية ولا تزال هذه العادة موجودة في بعض القرى والبوادي. وقيل: بل رفض الزواج بسبب خلاف وقع بين والد قيس ووالد ليلى حول أموال وميراث، وأن والد ليلى ظن خطأ أن عائلة قيس سرقت أمواله منه ولم يبق معه شيء ليطعم أهله. وإن كان الرأي الأول أرجح وأثبت.
وفي نفس الوقت تقدم لليلى خاطب آخر من ثقيف يدعى ورد بن محمد العُقيلي، وبذل لها عشرًا من الإبل وراعيها، فاغتنم والد ليلى الفرصة وزوجها لهذا الرجل رغمًا عنها. ورحلت ليلى مع زوجها إلى الطائف، بعيدا عن حبيبها ومجنونها قيس. ويقال أنه حين تقدم لها الخطيبان قال أهلها: نحن مخيّروها بينكما، فمن اختارت تزوجته، ثم دخلوا إليها فقالوا: والله لئن لم تختار وردًا لنمثلنّ بك، فاختارت وردًا وتزوجته رغمًا عنها.
فهام قيس على وجهه في البراري والقفار ينشد الشعر والقصيد ويأنس بالوحوش ويتغنّى بحبه العذريّ، فيُرى حينًا في الشام وحينًا في نجد وحينًا في أطراف الحجاز، إلى أن وُجد ملقًى بين أحجار وهو ميت.

## صور من حب قيس وجنونه بليلى
قيل في قصة حبه: إنه مر يومًا على ناقة له بامرأة من قومه وعليه حلّتان من حلل الملوك، وعندها نسوة يتحدثن، فأعجبهن، فاستنزلنه للمحادثة، فنزل وعقر لهن ناقته وأقام معهن بياض اليوم، وجاءته ليلى لتمسك معه اللحم، فجعل يجزّ بالمدية في كفه وهو شاخص فيها حتى أعرق كفه، فجذبتها من يده ولم يدرِ، ثم قال لها: ألا تأكلين الشواء؟ قالت: نعم. فطرح من اللحم شيئا على الغضى، وأقبل يحادثها، فقالت له: انظر إلى اللحم، هل استوى أم لا؟ فمد يده إلى الجمر، وجعل يقلب بها اللحم، فاحترقت، ولم يشعر، فلما علمت ما داخله صرفته عن ذلك، ثم شدت يده بهدب قناعها.
وروي أن أبا قيس ذهب به إلى الحج لكي يدعو الله أن يشفيه مما ألمّ به من حب ليلى، وقال له: تعلّق بأستار الكعبة وادعُ الله أن يشفيك من حبها، فذهب قيس وتعلق بأستار الكعبة وقال: «اللهم زدني لليلى حبًا وبها كلفًا ولا تنسني ذكرها أبدًا».
وحكي أن قيس قد ذهب إلى ورد زوج ليلى في يوم شاتٍ شديد البرودة وكان جالسًا مع كبار قومه حيث أوقدوا النار للتدفئة، فأنشده قيس قائلًا:
فقال له ورد: أما إذ حلّفتني فنعم.
فقبض قيس بكلتا يديه على النار ولم يتركها حتى سقط مغشيًا عليه.

## تأثيره في الأدب

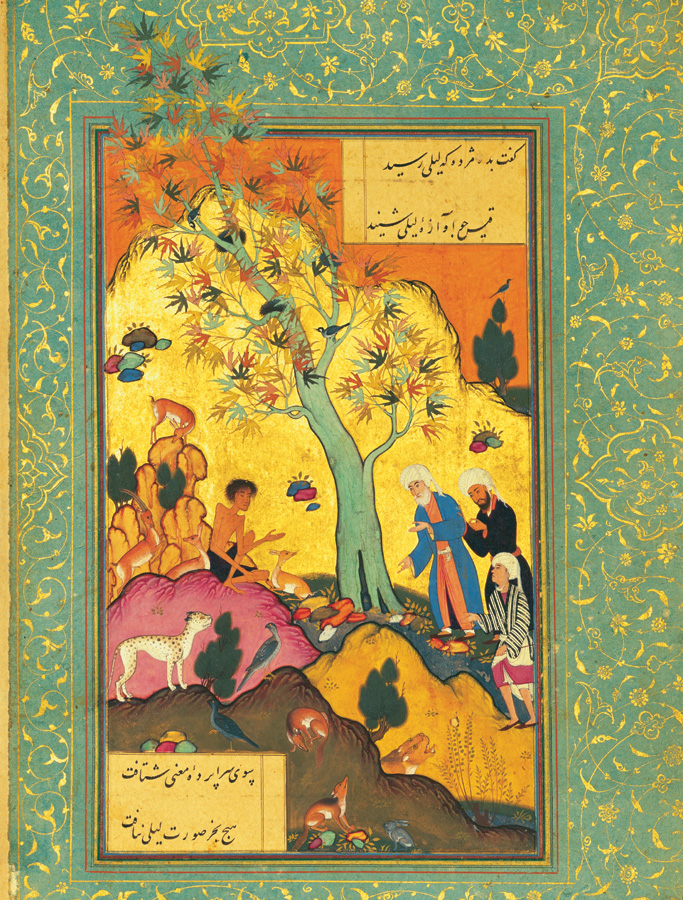
مجنون ليلى هائمًا في البرية، منمنمة فارسية من القرن الخامس عشر في تصوير قيس بن الملوح في كتاب بنج غنج (الكنوز الخمسة)

لقيس بن الملوح ديوان شعري في عشقه لليلى حيث كان لقصة مجنون ليلى التأثير الكبير في الأدب العربي بشكل خاص كما كان له تأثير في الأدب الفارسي حيث كانت قصة قيس بن الملوح إحدى القصص الخمسة ل بنج غنج أي كتاب الكنوز الخمسة للشاعر الفارسي نظامي كنجوي. كما أنها أثرت في الأدبين التركي والهندي ومنه إلى الأدب الأردوي.

### من أبياته في حبيبته ليلى

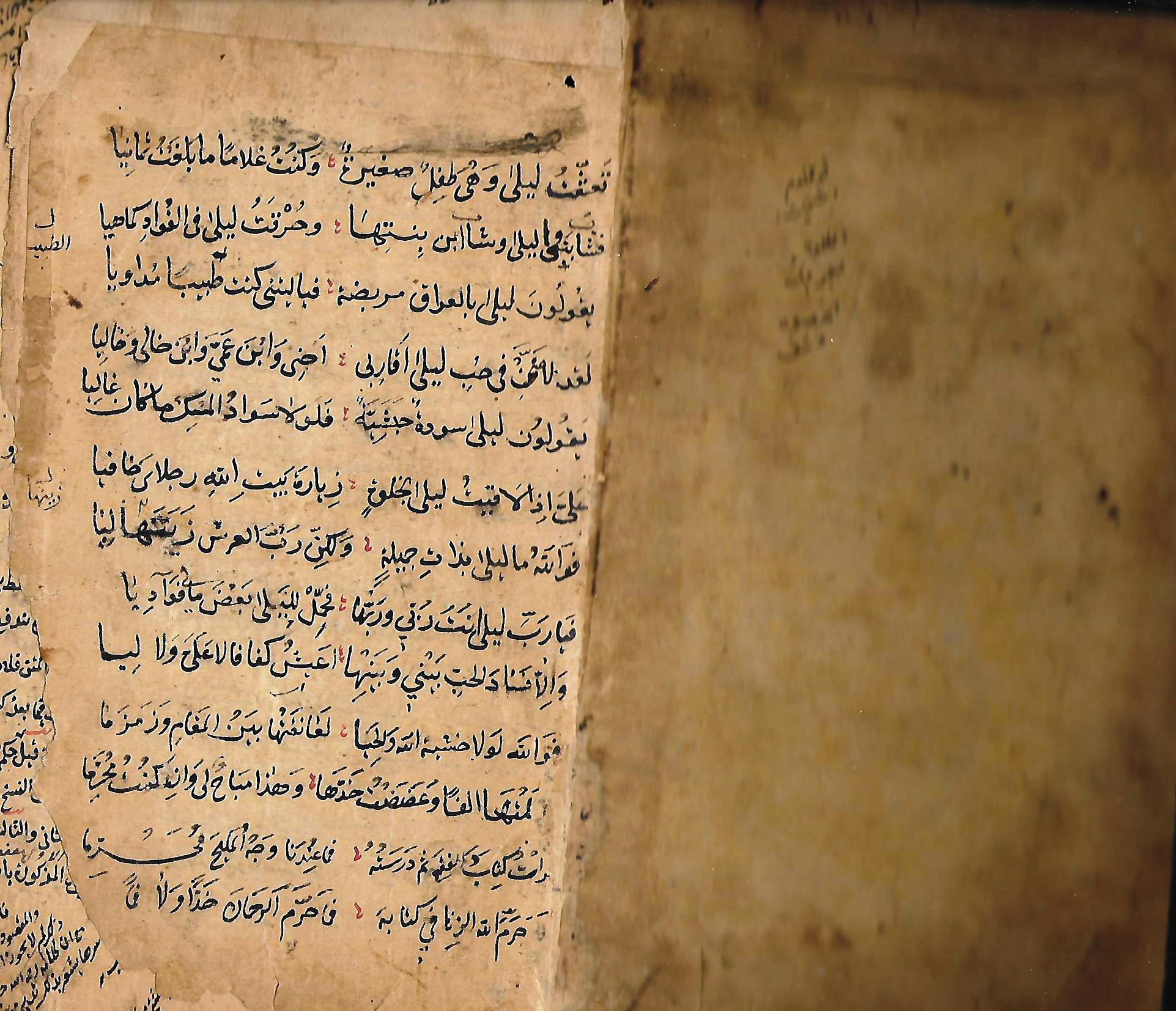
مخطوط نسخ في القرن 18 كتب عليه جزء من أبيات شعر لقيس بن الملوح

وقال:
ومنها أيضا:

### وقد كانت ليلى تبادله العشق فقالت فيه
من أشهر قصائده قصيده المؤنسه وقيل سميت بذلك لأنه كثيرا ما كان يرددها ويأنس بها وأول هذه القصيدة:
وآخرها:

## وفاته
توفي قيس سنة 68 هـ الموافق 688م، وقد وجد ملقى بين أحجار وهو ميت، فحُمل إلى أهله. وروي أن امرأة من قبيلته كانت تحمل له الطعام إلى البادية كل يوم وتتركه فإذا عادت في اليوم التالي لم تجد الطعام فتعلم أنه ما زال حيًا وفي أحد الأيام وجدته لم يمس الطعام فأبلغت أهله بذلك فذهبوا يبحثونَ عنه حتى وجدوه في وادٍ كثير الحصى وقد توفي ووجدوا بيتين من الشعر عند رأسه خطهما بإصبعه هما:

## وصلات خارجية
- صفحة قيس بن الملوح في الموسوعة العالمية للشعر العربي